# Río Ampiyacu
Der Río Ampiyacu ist ein etwa 205 km langer linker Nebenfluss des Amazonas im Nordosten von Peru in der Provinz Mariscal Ramón Castilla der Region Loreto.

## Flusslauf
Der Río Ampiyacu entspringt im äußersten Nordwesten des Distrikts Pebas auf einer Höhe von etwa 200 m an der Wasserscheide zum weiter nördlich verlaufenden Río Putumayo. Er fließt anfangs 30 km nach Süden und wendet sich anschließend in Richtung Ostsüdost. Ab Flusskilometer 127 fließt der Río Ampiyacu nach Süden, auf den unteren 100 km wendet er sich allmählich nach Osten. Bei Flusskilometer 17 trifft der Río Yahuasyacu, der bedeutendste Nebenfluss, von Norden kommend auf den Río Ampiyacu. Dieser mündet schließlich beim Distriktverwaltungszentrum Pebas auf einer Höhe von etwa 76 m in den Amazonas. Der Río Ampiyacu durchquert das Amazonastiefland nördlich des Amazonas. Mit Ausnahme der unteren 30 Kilometer weist der Fluss ein stark mäandrierendes Verhalten mit unzähligen engen Flussschlingen und Altarmen auf. Auf den unteren 35 Kilometern befinden sich mehrere Ortschaften entlang dem Flusslauf.

## Einzugsgebiet
Der Río Ampiyacu entwässert eine Fläche von ungefähr 4250 km². Das Einzugsgebiet des Río Ampiyacu erstreckt sich über den Nordwesten des Distrikts Pebas. Es grenzt im Süden an das des oberstrom gelegenen Amazonas, im Westen an das des Río Apayacu, im Norden an die Einzugsgebiete der Flüsse Río Algodón und Río Yaguas sowie im Osten an das des Río Shishita.

## Ökologie
Die Quellgebiete des Río Ampiyacu und seiner größeren linken Nebenflüsse liegen in dem regionalen Schutzgebiet Ampiyacu Apayacu. Im Flusssystem des Río Ampiyacu kommen mehrere Vertreter der Panzerwelse (Corydoradinae) sowie der Pucallpa-Zwergbuntbarsch vor.